# San Lorenzo de Quinti
O Distrito peruano de San Lorenzo de Quinti é um dos trinta e dois distritos que formam a Província de Huarochirí, situada no Departamento de Lima, pertencente a Região Lima, na zona central do Peru.

## Transporte
O distrito de San Lorenzo de Quinti é servido pela seguinte rodovia:
- LM-124, que liga o distrito de Tanta à cidade de Asia
- LM-120, que liga o distrito à cidade de Miraflores
- PE-22A, que liga o distrito de Chicla à cidade de Mala [1][2][3]